# Campanya de la Vall del Milo
La Campanya de la Vall del Milo foren una sèrie d'operacions militars realitzades pel comandant superior del Territori del Sudan Francès (abans Territori de l'Alt Senegal) contra Samori Turé del Wassulu durant la primavera del 1891.

## Luita contra Samori a la Vall del Milo

### Preparatius
Després de la conquesta de Kaarta i sufocada la revolta del Baninko a Ségou, el tinent coronel Archinard es va girar contra Samori que en els darrers mesos havia desplegat gran activitat. Aprofitant la guerra de França amb els tuculors l'almamy va reorganitzar el seu exèrcit i va aconseguir fusells de tir ràpid (proveïts pels anglesos de Sierra Leone). Durant la conquesta francesa de Nioro, Samori va estar a la vora del Níger esperant intervenir si els francesos eren derrotats. El gener de 1891 una partida de sofes dirigida per Bilali, lloctinent de Samori, va saquejar Kokounia i va assaltar Douladougou, al Tamisso; però enfrontat a la missió que dirigia aleshores el capità Brosselard-Faidherbe, Bilali va haver de creuar el riu Lolo (límit de les possessions franceses) i retornar al seu territori.
Després de la caiguda de Nioro, Samori va decidir atacar la tata de Kinian. Archinard va decidir apoderar-se de Kankan, al cor del Wassulu, i arrasar Bissandougou i Niako, les seves capitals. A mitjan març Samori era a Niako; els francesos li van atribuir la intenció de saquejar Kangaba, i amb aquesta excusa van iniciar la campanya el 10 de març marxant a Siguiri precedit per un escamot de spahis dirigit per Laperrine; va arribar a Siguiri el 28 de març on va formar una columna que va quedar formada així:
- L'estat major amb el capità Klobb (cap) i el tinent Hardiviller.

- La Cavalleria amb un escamot de spahis sota els tinents Laperrine i Compagnon.

- Artilleria sota el capità Besançon, amb el tinent Renauld i el capità Guittard.

- Infanteria amb tres companyies de tiradors regulars de 140 homes cadascuna amb el capità Arlabosse, el tinent Laverrie, un sotstinent indígena; el capità Hugueny, el tinent Biétrix, el sotstinent Orsat; capità Barbecot; tinent Lauzanne; sotstinent Crémieux.

- Tiradors auxiliars, amb la companyia Vigy del tinent Baudot; i la companyia Morin, del sotstinent Mangin; un destacament de 50 milicians de Siguiri sota el capità Mahmadou-Racine.

- Service de Sanitat amb els doctors Colomb, Rouch, Quennec i Grall; i un veterinari.

- Comboi, 75 vehicles i un grup de treballadors.

En total prop de 800 combatents, 676 animals i 1000 portadors.

### Conquesta de Kankan
El 30 de març la columna va travessar el Tankisso en piragües. Samori no en sabia res. Els francesos van remuntar el Níger fins a Niantoukoro on van travessar el riu i van penetrar al Baté, ja en territori enemic baixant per la riba esquerra del Milo par Dialibacoro, Fodécaria, Nafadié i Diangana, sent arreu ben rebuts per les poblacions. Al assabentar-se l'almamy va enviar ràpidament al seu fill Saranké-Mory cap a Kankan; ell mateix, temerós d'anar massa lluny, va passar a Dabadougou (al sud-est de Kankan), per després retrocedir fins a Dianamaréya, cremant totes les poblacions que va trobar i obligant als habitants a seguir-lo.
Precipitant la marxa, Archinard va entrar sense disparar un tret a Kankan, just a temps per preservar la vila de les flames (7 d'abril). Els sofes van fugir cap al sud. Samori encara no havia pogut reunir els seus contingents i les tropes franceses no van trobar cap resistència seriosa.
A Kankan, el tinent coronel Archinard va patir un accés de febre biliosa i va encarregar al capità Hugueny la tasca de constituir una columna volant per perseguir als sofes amb rapidesa. El capità Hugueny tenia a les seves ordres: 
- Els spahis

- La secció de 80 mm

- Tres companyies de tiradors: la 6ª (capità Arlabosse), la 7ª, i els auxiliars del tinent Vigy;

- Un comboi, escortat pels milicians del capità Mahmadou-Racine;

- A l'estat-major queden afectats el capità Besançon, el tinent Hardiviller, els doctors Grall i Rouch.

El 7 d'abril la petita tropa va passar el riu Milo per un gué i es va dirigir al sud cap a Dabadougou on va arribar a temps per apagar l'incendi iniciat pocs minuts abans pels cavallers de Saranké-Mory. L'endemà la població de Kankan, unes quatre mil persones, va retornar a la ciutat. El mateix 8 d'abril el capità Hugueny va ser aturat davant Oulandougou par la rereguarda enemiga; aquesta va haver de retrocedir davant l'empenta dels sipahis i la 7ª companyia, però es va reorganitzar més lluny i va defensar cada lloc mentre entre 1200 i 1500 homes s'instal·laven al rierol de Kokouna, paral·lel a la ruta en una posició ben coberta i amb Samori al darrere amb la reserva.
La 7ª companyia va atacar a la baioneta per expulsar a l'enemic i va poder dispersar als sofes amb els atacs simultanis de la 6ª companyia i els spahis. Els sofes van tenir moltes baixes. Per part francesa i van haver diversos ferits i va morir el sotstinent Otrsat.
Els francesos van seguir avançant i els combats es van reprendre una mica més lluny, fins a Sana; allà es va ordenar el bivac mentre la 7ª companyia liquidava als sofes fugitius. El 9 d'abril hi va haver un combat al marigot de Diaman ; la 6ª companyia va atacar als sofes amagats al bosc i els va aniquilar. El sargent Cowley va destacar i fou greument ferit; el cavall del capità Mahmadou-Racine també fou mort. Aquella nit els francesos van arribar a Bissandougou que Samori acabava d'abandonar després d'incendiar-la. Hugueney va obeir les instruccions de no allunyar-se de Kankan i el 10 va retrocedir a aquesta ciutat abandonant Bissandougou, per protegir la rereguarda dels spahis i la 7ª companyia. Archinard no volia avançar més per la proximitat de l'estació de pluges però Samori ho va interpretar malament.
L'almamy veient als francesos retrocedir va intentar llavors fustigar-los arreu. Més enllà de Sana el capità va preparar una emboscada als sofes que va tenir èxit i va dispersar a les forces enemigues. L'11 d'abril, després d'un canvi de trets, el destacament va creuar a Dabadougou, a la companyia Morin, vinguda de Kankan al seu davant i aquesta va cobrir la seva marxa cap a Kankan on totes les tropes van quedar concentrades. El sofes van evacuar la regió entre Kankan i Kouroussa, i la població que havia abandonat els seus poblats va anar retornant progressivament.

### Cercle de Kankan
Archinard va decidir que Kankan constituiria el centre d'un nou cercle que inclouria els llocs de Kouroussa, Siguiri i Niagassola. El capità Besançon en fou nomenat resident o administrador assistit pel sotstinent Mangin, el capità Guittard i els doctors Grall i Quennec. La guarnició la formaven dos companyies de tiradors, dos seccions dels obusos i més tard un canó i una peça de tir ràpid; forces que es consideraven suficients en qualsevol cas. L'antic cap del territori, Dayes, fou retornat a la direcció de la població sota control del resident. El control de Kankan va assegurar la submissió del Baté i del Torong, va crear una base de resistència contra Samori i com que les províncies de Sankaran, Kouranko i Toukoro estaven en lluita contra l'almamy, aquest pràcticament havia perdut el control de l'alt Níger
El 13 d'abril Archinard va retornar a Siguiri; a Nafadié va deixar un grup de tiradors per preservar del pillatge a les localitats veïnes; à Fodécaria, al saber que una banda de sofes havia atacat Koila, va enviar al capità Klobb amb els spahis i dues companyies; quan aquest es va acostar els sofes van fugir. Samori hauria donat ordres als seus caps de saquejar les poblacions del Baté que no li havien estat lleials, mentre ell restava segur a Sanankoro.

### Combats a la zona de Kankan
El 20 d'abril el tinent-coronel Archinard va creuar el Níger a Baladougou i, el mateix dia, va arribar a Siguiri on es va aturar per aprovisionar per la hivernada a les guarnicions de Kankan, Kouroussa i Siguiri. La posició de Niagasola havia estat suprimida, i tots els vehicules disponibles es van posar en camí per portar queviures i municions a Siguiri; la 7ª companyia va sortir cap a Kankan, escortant un convoi de piragües plenes de queviures; la secció de 65 mm esdevinguda inútil, fou enviada a Kita; els spahis de Laperrine s'encarregarien de vigilar el Niger cap a Sansando; alguns amb el tinent Compagnon, van anar a Dinguiray.
Els tiradors auxiliars foren llicenciats excepte uns quaranta que van oferir seguir el servei i foren agregats a la 7a companyia, però en absència d'aquesta els auxiliars del tinent Vigy van restar a Siguiri per no desguarnir aquesta posició.
Segons les ordes de Samori els sofes van recórrer el Baté en totes direccions; el 22 d'abril van cremar Dialibacoro i van aparèixer davant de Nafadié on foren rebutjats però van fer un segon atac l'endemà; també foren rebutjats i després de patir moltes baixes, es van acabar allunyant. A la zona de Kankan operaven diverses bandes de sofes a la riba dreta del Milo i fustigaven als treballadors que construïen el fort. Altres estaven a Dabadougou.
El 26 d'abril el capità Besançon, avisat de l'arribada d'un comboi d'avituallament portat per la 7ª companyia, va enviar sobre la riba dreta del Milo a tres seccions de tiradors de la 9ª companyia sota el tinent Crémieux, per protegir les piragües d'un cop de mà dels sofes, podent així arribar a Kankans sense ser inquietats; a la tornada Crémieux fou atacat per 100 infants i 50 cavallers i va morir d'un tret al cor però el sergent Berger va agafar el comandament i va rebutjar als atacants.
El 27 d'abril el capità Besançon va marxar contra Dabadougou per expulsar els sofes i va deixar a Kankan a la 7ª companyia; va atacar Dabadougou i va entrar a la població que va cremar, avançant als sofes que s'havien fet forts en un marigot al sud. Va rebutjar un atac per l'esquerra i va retornar a Kankan; allí a la vora fou atacat pel sofes però el tinent Lauzanne els va rebutjar; la 7ª companyia va poder retornar en piragües a Siguiri. Els auxiliars de Vigy foren enviats llavors a Kita junt amb els spahis. Uns dies després, el 4 de maig, la 7ª companyia, va retornar a Kankan amb un nou comboi sent reemplaçada a Siguiri per la 3ª companyia arribada recentment de Kayes per passar la hivernada a Siguiri.
Al arribar a Siguiri, la 3ª companyia va escortar un comboi destinat a Kankan fins a Kouroussa on es va establir de manera permanent per assegurar les comunicacions amb Kankan. Durant aquests fets un cap de banda sofa, Kali, que governava les províncies de la riba dreta del Níger entre Bamako i Siguiri, va creuar el gran riu i va sorprendre diversos pobles de la riba esquerra com Kroussalé i altres; les poblacions es van defensar i l'arribada de 30 cavallers indígenes des de Bamako els va rebutjar a l'altre costat del riu; Kali no ho va considerar una derrota i al front de 400 o 500 infants i 100 cavallers, la majoria tuculors fugits de Ségou, van saquejar totes les poblacions entre Kangaba i Siguiri massacrant les poblacions.
Per aturar aquests fets, Archinard va enviar milicians a Falama i una dotzena de tiradors a Diacoro (manats pel sergent Bandiougou). Per acabar amb Kali, que operava des de Faraba, va cridar a la 7ª companyia que va arribar el 10 de maig; llavors va ordenar al capità Hugueny d'arrasar Faraba. Hugueney es va posar en marxa el dia 12; va passar cinc dies després el Níger enfront de Kangaba i va ocupar Faraba que va cremar després de matar més de 100 sofes; des d'allí va marxar a Ségou on havia de passar la hivernada.
Aquestes successives derrotes van provocar desercions entre els sofes; també Ouolosébougou fou capturada i els habitants van fugir a la riba esquerra. Samori va renunciar llavors a la lluita en aquesta zona i va cridar a tots els seus fidels; des de llavors la regió entre Bamako i Siguiri va quedar tranquil·la.
Al sud, el Sankaran i el Kouranko, treballats per emissaris francesos, es van revoltar impedint a l'almamy la comunicació amb Sierra Leone. Archinard, una vegada acabat l'avituallament de Kankan, va abandonar Siguiri i es va traslladar a Kita, però mentre al sud de Siguiri, Karamoko, fill de Samori, va creuar el Níger (primers de maig) amb 300 cavallers i nombrosos infants. i va assetjar Guénikorokouta. Els milicians de Siguiri, ajudats per alguns tiradors, van fer aixecar el setge i van fer fugir a Karamoko que tot seguit va intentar capturar Nora, més al sud, altre cop sense èxit; llavors va ocupar la vila en ruïnes de Yansoumana, a la riba dreta del Milo, a uns 20 km més avall de Kankan. El resident d'aquesta població va encarregar al capità Barbecot (9ª companyia) desallotjar als sofes d'aquest lloc.
La nit del 19 al 20 de maig el capità Barbecot va marxar sobre Yansoumana que va atacar a punta de dia; gràcies a un terreny descobert els sofes van poder distreure als tiradors i escapar; el campament fou cremat i després va retornar a Kankan via Balandougouba que el sotstinent Mangin va destruir al passar. Ara només quedava prop de Kankan una sola banda de sofes basada a Ourembaya, a 12 kilòmetres al sud-ouest de Kankan; la companyia d'Arlabosse (tinents La- 
verrie, de Vivans i Biétrix) i la secció de Mangin foren designats per eliminar aquest lloc. Van franquejar el Milo en piragües i el capità Arlabosse va atacar Ourembaya el 22 de maig al matí i va dispersar als sofes que van fugir cap a Oulandougou. Després d'una curta persecució el destacament va retornar a Kankan i els sofes no van tardar a reaparèixer fustigant a la rereguarda prop de Faradougou; atacats a la baioneta par les seccions Mangin i Biétrix, van evacuar la posició després de nombroses pèrdues.

### Operacions a Oulada, Baleya i Sankaran
Totes les iniciatives de Samori quedaven aturades de Kouroussa a Kankan fins a Siguiri i necessitant provisions per les seves tropes, Samori va llençar als soldats cap al sud fixant com a objectius l'Oulada i Baleya on la posició de Banko havia estat suprimida; esperava no haver d'enfrontar als francesos; a més podia comptar amb el suport del cap Soriba, retirat al Futa Djalon, i en les bandes del seu lloctinent Bilali que operaven als límits de Futa Djalon feia tres anys; aquestes bandes estaven formades per malcontents que després de la caiguda d'Ahmadou Tall miraven al Dinguiray com la seva propietat; Bilali de fet aspirava a dominar aquesta província.
Samori va organitzar les seves forces en tres grups manats per Soriba, Bakary i Morefinodian, i al final de maig va donar l'ordre d'envair l'Oulada i Baleya.
Els habitants no van oposar resistència. Morefinodian va saquejar la zona i va fer un bon botí que va entregar a Samori. Soriba va combinar la seva acció amb la dels guerrers de Bilali, i junts van assaltar Toumania on foren rebutjats; i Bakary es va presentar davant Kouroussa on va combatre contra el capità Réjou de la 3ª companyia. Durant la primera quinzena de juny els sofes van operar altre cop a Kouroussa, i els comandants de Siguiri i de Kankan van acordar unir els seus esforços per posar fi als atacs: la tercera companyia els atacaria i els empenyeria cap al sud mentre un columna sortida de Kankan marxaria sobre Bagué i passaria en cas necessari el Níger per tallar la retirada a l'enemic.
El 16 de juny el capità Réjou va avançar sobre Banko; pel camí va saber que la població havia estat abandonada i que els sofes eren a Nono, i es va dirigir allí però va arribar tard, doncs els sofes ja havien fugit una part cap a l'altre costat del Níger i la resta cap a Toumania. Réjou va haver de retornar a Kouroussa on es va creuar amb el destacament de Kankan, conduït pel capità Besançon (format per 18 spahis auxiliars organitzats pel sotstinent Mangin, la 6ª companyia i una secció de la 9ª companyia manada pel tinent de Sainte-Colombe, a més de 50 auxiliars de Kankan i el doctor Quennec.
Després d'haver dispersat uns 40 sofes que guardaven Tamouni i travessat el Niandan a Bagué, el capità Besançon es va enfrontar a un dels cossos de l'al- 
mamy a les poblacions de Guililan i de Guérédougou-Kéniéro i el va rebutjar cap al riu; després va creuar el Tabaco per la força i va arribar a Massa-Makhana, 
à 12 kilòmetres més a l'oest, on se li havia indicat la presència del gruix dels sofes. Va trobar a l'enemic despert, va remuntar al nord fins a Saman i Kouroussa, on, després d'un dia de descans, va retornar a Massa-Makhana per reconèixer la població, però els sofes ja havien fugit; llavors va retornar a Kouroussa per posar-se en contacte amb la 3ª companyia. Després Besançon va anar a Kankan, via Baro i Binko. Quant al capità Réjou, va deixar a Kouroussa una guarnició de 10 homes amb el sotstinent Bunas i va retornar a Siguiri (2 de juliol).
Tots aquests enfrontaments van obligar els sofes a evacuar l'Oulada, Baleya i Sankaran on pensaven passar la hivernada

## Conquesta de Dinguiray
A la caiguda de Nioro, Dinguiray va esdevenir un estat independent; Archinard va considerar necessari regular la situació d'aquest territori tuculor on regnava Aguibou. Per això, a finals d'abril, va cridar al rei a Kita i li va enviar una escorta de spahis manada pel tinent Compagnon. Aguibou va arribar a Kita a mitjan maig. Allí el rei tuculor va reconèixer els seus errors passats, va reclamar la seva fidelitat a França i va acceptar signar l'acte per la qual reconeixia a Dinguiray com a territori francès. Aguibou va restar al front de la província sota control d'un resident francès que fou el tinent Maritz; aquest va rebre instruccions de prendre possessió del país i controlar l'Oulada i Baleya a més de vigilar les relacions de Samory amb Futa Djalon. Després d'això Archinard va retornar a Kayes. Alli va deixar el govern interí al comandant de batalló Herbin i els primers mesos de juliol va embarcar cap a França
A Dinguiray el tinent Maritz va fer conèixer la seva presència fen recórrer el país per 15 tiradors i un centenar de guerrers d'Aguibou. Durant l'absència d'aquest, els caps sofes Bilali i Soriba van envair l'Oulada; el darrer fou sorprès a Banko el 28 de juny, i es va salvar després d'una feble resistència arribant al Futa Djalon. El juliol el tinent Maritz fou advertit que s'havien produït nous pillatges al sud de Baleya; va anar al lloc i va trobar als sofes a Bissikrima, a la vora del Tankisso, i el va derrotar, marxant després a Toumania on va entrar, sent ben rebut per la població. Al mes següent va ocupar Samba-Gounian, matant a uns 30 sofes i va cremar la població; finalment els seguidors de Samori van abandonar l'Oulada i Baleya; els francesos van establir una petita posició militar a Didi, al Bouré, i en endavant la regió ja no fou teatre de més activitat bèl·lica.